# George Armitage Miller
George Armitage Miller (3 tháng 2 năm 1920 – 22 tháng 7 năm 2012) là nhà tâm lý học người Mỹ, một trong những người sáng lập ra tâm lý học nhận thức, và rộng hơn là khoa học nhận thức. Ông cũng góp phần khai sinh môn ngôn ngữ tâm lý học. Miller viết sách và chỉ đạo sự phát triển của WordNet, cơ sở dữ liệu liên kết từ ngữ trực tuyến khả dụng cho các chương trình máy tính. Ông là tác giả bài báo "The Magical Number Seven, Plus or Minus Two" (Số 7 kỳ diệu, ±2) trong đó cho thấy phát hiện thực nghiệm về giới hạn khả năng ghi nhớ ngắn hạn trung bình của con người là 7. Bài báo này thường xuyên được các nhà tâm lý học trích dẫn cũng như trong các lĩnh vực văn hóa khác. Miller giành được nhiều giải thưởng, bao gồm cả Huân chương Khoa học Quốc gia.
Miller khởi đầu sự nghiệp khi thuyết hành vi đang thống trị lý thuyết tâm lý học. Thuyết này tránh nghiên cứu quá trình tâm thần mà lấy hành vi có thể quan sát được là đối tượng nghiên cứu. Phản đối cách tiếp cận này, Miller đưa ra kỹ thuật thực nghiệm và phương pháp toán học để phân tích các quá trình tâm thần, tập trung cụ thể vào lời nói và ngôn ngữ. Phần lớn thời gian làm việc tại Đại học Harvard, MIT và Đại học Princeton, ông trở thành một trong những nhà sáng lập ngành ngôn ngữ tâm lý học đồng thời giữ vai trò chủ chốt trong việc tạo nên lĩnh vực khoa học nhận thức mới khoảng năm 1978. Ông hợp tác và là đồng tác giả các công trình khoa học nhận thức và ngôn ngữ tâm lý học với những tác giả khác như Noam Chomsky. Miller được coi là một trong những nhà tâm lý học vĩ đại của thế kỷ 20 khi chuyển dịch tâm lý học sang nghiên cứu các quá trình tâm thần và gắn kết lý thuyết thông tin, lý thuyết tính toán và ngôn ngữ học. Theo khảo sát của tạp chí khoa học Review of General Psychology xuất bản năm 2002, Miller là nhà tâm lý học được trích dẫn nhiều thứ 20 trong thế kỷ 20.

## Tiểu sử
Miller sinh ngày 3 tháng 2 năm 1920 tại Charleston, West Virginia, có cha là George E. Miller, giám đốc điều hành công ty thép và mẹ là Florence (Armitage) Miller. Hai người ly hôn ngay sau khi George ra đời. George sống với mẹ trong cuộc Đại khủng hoảng, theo học trường công và tốt nghiệp Trung học Charleston năm 1937. George theo mẹ và cha dượng chuyển đến Washington DC và theo học Đại học George Washington trong một năm. Gia đình theo Hội Cơ Đốc Khoa học, yêu cầu chỉ cầu nguyện thay vì chữa bệnh bằng y học. Sau khi cha dượng được chuyển đến Birmingham, Alabama thì Miller cũng chuyển sang Đại học Alabama.
Tại Đại học Alabama, ông học các khóa về ngữ âm học, khoa học giọng nói và bệnh lý ngôn ngữ nói, đậu cử nhân về lịch sử và lời nói năm 1940, lấy bằng thạc sĩ lời nói năm 1941. Việc tham gia câu lạc bộ kịch đã thúc đẩy Miller yêu thích các khóa học của Khoa Lời nói. Miller cũng chịu ảnh hưởng từ Giáo sư Donald Ramsdell, người giới thiệu tâm lý học cho ông. Ngoài ra, thông qua buổi hội thảo của giáo sư, Miller gặp gỡ vợ tương lai là Katherine James. Họ kết hôn ngày 29 tháng 11 năm 1939. Katherine qua đời tháng 1 năm 1996. Miller đi bước nữa với Margaret Ferguson Skutch Page vào năm 2008.
Miller giảng dạy khóa "Tâm lý học nhập môn" tại Alabama trong hai năm. Đến Đại học Harvard năm 1942, ông ghi danh chương trình Tiến sĩ tâm lý học năm 1943. Tại Harvard, ông làm việc ở Phòng thí nghiệm Âm học-Tâm lý dưới sự giám sát của Stanley Smith Stevens, chuyên nghiên cứu về liên lạc bằng giọng nói quân sự cho Quân đoàn Truyền tin trong Chiến tranh thế giới thứ hai. Ông nhận bằng tiến sĩ năm 1946 với luận án "The Optimal Design of Jamming Signals" (Thiết kế tối ưu của tín hiệu gây nhiễu) được Quân đội Hoa Kỳ xếp loại tuyệt mật.

### Sự nghiệp
Sau khi nhận bằng tiến sĩ, Miller ở lại Harvard tiếp tục nghiên cứu về giọng nói và thính giác. Năm 1948, ông được bổ nhiệm làm trợ lý giáo sư tâm lý học. Khóa học mà ông phát triển dẫn tới việc ra đời tác phẩm đầu tay năm 1951 Language and communication (Ngôn ngữ và giao tiếp). Năm 1950, ông nghỉ năm sabat và dành một năm làm thành viên thỉnh giảng tại Viện Nghiên cứu Cao cấp Princeton để theo đuổi niềm yêu thích toán học. Miller kết bạn với Robert Oppenheimer khi cùng chơi bóng quần. Năm 1951, Miller gia nhập MIT với tư cách phó giáo sư tâm lý học. Ông lãnh đạo nhóm tâm lý học tại Phòng thí nghiệm MIT Lincoln, nghiên cứu giao tiếp bằng giọng nói và tâm lý học kỹ thuật. Kết quả đáng chú ý của nghiên cứu này là Miller đã xác định được đặc điểm tối thiểu cần thiết cho giọng nói để có thể hiểu được. Năm 1955, dựa trên thành tựu này, ông được mời đến thảo luận tại Hiệp hội Tâm lý học Đông phương (Eastern Psychological Association). Bài thuyết trình "The Magical Number Seven, Plus or Minus Two" về sau được xuất bản và trở thành tác phẩm kinh điển trong tâm lý học nhận thức.
Năm 1955, Miller trở lại Harvard trong vị trí phó giáo sư. Năm 1958, ông trở thành giáo sư chính thức, mở rộng nghiên cứu về cách ngôn ngữ tác động đến nhận thức con người. Tại trường đại học, ông gặp Noam Chomsky lúc trẻ, cũng là một trong những người sáng lập khoa học nhận thức. Hai gia đình có một mùa hè cùng nhau ở chung nhà tại Stanford. Năm 1958–59, Miller nghỉ phép để gia nhập Trung tâm Nghiên cứu Nâng cao về Khoa học Hành vi tại Palo Alto, California (nay thuộc Đại học Stanford). Tại đây, ông cộng tác với Eugene Galanter và Karl Pribram trong tác phẩm Plans and the Structure of Behavior (Kế hoạch và Cấu trúc Hành vi). Năm 1960, ông cùng Jerome S. Bruner đồng sáng lập Trung tâm Nghiên cứu Nhận thức tại Harvard. Khái niệm nhận thức là một cú đánh vào trường phái thuyết hành vi đang là mốt lúc bấy giờ, trường phái này vốn khẳng định nhận thức không thích hợp để nghiên cứu khoa học. Trung tâm đã thu hút những nhân vật đáng chú ý ghé đến như Jean Piaget, Alexander Luria và Chomsky. Miller sau đó trở thành chủ nhiệm khoa tâm lý học.
Năm 1967, Miller là giáo sư thỉnh giảng tại Đại học Rockefeller trong một năm. Từ năm 1968 đến năm 1979, ông là Giáo sư tại Rockefeller và tiếp tục là Giáo sư trợ giảng từ năm 1979 đến năm 1982. Sau cuộc bầu cử tân chủ tịch Rockefeller, Miller chuyển đến Đại học Princeton với danh hiệu James S. McDonnell Distinguished University Professor of Psychology. Năm 1986, ông giúp thành lập Phòng thí nghiệm Khoa học Nhận thức tại Princeton và cũng chỉ đạo Chương trình McDonnell-Pew về Khoa học Nhận thức. Cuối cùng, ông trở thành giáo sư danh dự và nhà nghiên cứu tâm lý học cao cấp tại Princeton.
Miller được trao bằng tiến sĩ danh dự tại Đại học Sussex (1984), Đại học Columbia (1980), Đại học Yale (1979), Đại học Công giáo Louvain (1978), Đại học Carnegie Mellon (2003),  và bằng Tiến sĩ khoa học danh dự của trường Cao đẳng Williams (2000). Ông được bầu vào Viện Hàn lâm Khoa học và Nghệ thuật Hoa Kỳ năm 1957 và Viện Hàn lâm Khoa học Quốc gia năm 1962. Ông giữ vị trí chủ tịch Hiệp hội Tâm lý học phương Đông năm 1962, chủ tịch Hiệp hội Tâm lý học Hoa Kỳ năm 1969 và Viện Hàn lâm Khoa học và Nghệ thuật Hoàng gia Hà Lan năm 1985. Miller là diễn giả chính tại hội nghị đầu tiên của Hiệp hội Khoa học Tâm lý năm 1989. Ông là nghiên cứu viên Fulbright tại Đại học Oxford năm 1964–65. Năm 1991, ông nhận Huân chương Khoa học Quốc gia.

### Qua đời
Những năm cuối đời, Miller thích chơi golf. Năm 2012, ông qua đời tại nhà riêng ở Plainsboro, New Jersey do biến chứng viêm phổi và mất trí nhớ. Khi qua đời, bên cạnh ông có vợ Margaret, con trai Donnally James và con gái Nancy Saunders của người vợ đầu, hai con riêng của vợ David Skutch và Christopher Skutch, cùng ba người cháu Gavin Murray-Miller, Morgan Murray-Miller và Nathaniel James Miller.

## Đóng góp chính
Miller bước vào sự nghiệp giữa thời kỳ thuyết hành vi giữ vị trí thống trị trong nghiên cứu tâm lý học. Lập luận thường thấy nằm ở tính quan sát được, như vậy hành vi thì quan sát được còn các quá trình tâm thần thì không. Do đó, quá trình tâm thần không phải là đối tượng hợp lý dành cho nghiên cứu. Miller không đồng ý. Ông cùng những người khác như Jerome Bruner và Noam Chomsky đã sáng lập ra lĩnh vực Tâm lý học nhận thức, chấp nhận việc nghiên cứu quá trình tâm thần là nền tảng để hiểu được hành vi phức tạp. Những năm kế tiếp, cách tiếp cận nhận thức này phần lớn đã thay thế thuyết hành vi một cách rộng rãi để trở thành khuôn mẫu chi phối nghiên cứu tâm lý học.

### Trí nhớ hoạt động
Từ thời William James, các nhà tâm lý học đã phân biệt trí nhớ ngắn hạn với dài hạn. Trí nhớ ngắn hạn dường như được hiểu là có giới hạn, nhưng không ai biết gì về giới hạn đó. Năm 1956, Miller đã đưa ra một con số giới hạn trong bài báo "The Magical Number Seven, Plus or Minus Two" (Số 7 kỳ diệu, ±2). Con số này thu được từ các thí nghiệm như yêu cầu một người lặp lại tập hợp các chữ số, đưa ra kích thích cùng một nhãn rồi yêu cầu nhớ lại nhãn đó, hoặc yêu cầu đếm nhanh số lượng trong một nhóm. Trong cả ba trường hợp, Miller nhận thấy giới hạn trung bình nhớ được là 7. Về sau, Miller có nhiều cảm xúc lẫn lộn khi nhắc đến bài báo của mình, cho rằng nó thường bị trích dẫn sai, và nói đùa rằng một số nguyên đang bắt bớ mình. Miller phát minh ra thuật ngữ chunk (chia nhỏ/gộp thành nhóm đơn vị) để mô tả cách đối phó với giới hạn trong trí nhớ này, nhóm các yếu tố một cách hiệu quả để giảm số lượng cần ghi nhớ. Mỗi chunk có thể là một chữ cái đơn lẻ, một từ hoặc thậm chí một tổ hợp đơn vị quen thuộc với người tham gia. Những ý tưởng này (cùng một số ý liên quan) đã ảnh hưởng mạnh mẽ đến lĩnh vực tâm lý học nhận thức mới chớm nở.

### WordNet
Bắt đầu từ năm 1986 và kéo dài trong nhiều năm, Miller đứng ra chỉ đạo sự phát triển của WordNet, nguồn tham chiếu điện tử lớn mà máy tính đọc được, có thể sử dụng trong các ứng dụng như công cụ tìm kiếm. WordNet là cơ sở dữ liệu từ vựng lớn đại diện cho trí nhớ ngữ nghĩa con người trong tiếng Anh. Nền tảng cơ bản của WordNet là synset (dãy từ đồng nghĩa). Synset là tập hợp các từ đồng nghĩa đại diện cho một khái niệm hoặc ý tưởng. Từ có thể nằm trong nhiều synset. Toàn bộ lớp synset được nhóm thành danh từ, động từ, tính từ và trạng từ riêng biệt, liên kết chỉ tồn tại trong bốn nhóm chính này mà không vượt ra giữa các nhóm. Còn hơn cả một ý điển, WordNet chứa đựng quan hệ liên từ một phần hoặc toàn bộ cũng như phân cấp trong đó. Dù không có mục đích từ điển nhưng qua thời gian, WordNet đã có nhiều định nghĩa ngắn gọn cho các từ. Miller và đồng sự lên kế hoạch cho công cụ này để kiểm tra lý thuyết ngôn ngữ tâm lý học về cách con người sử dụng và hiểu các từ. Về sau, Miller cũng hợp tác chặt chẽ với doanh nhân Jeff Stibel và các nhà khoa học tại Simpli.com Inc. về công cụ tìm kiếm từ khóa dựa trên ý nghĩa theo WordNet.

### Tâm lý học ngôn ngữ
Miller là một trong những người sáng lập ra Ngôn ngữ tâm lý học, kết nối ngôn ngữ và nhận thức để phân tích việc sáng tạo và sử dụng ngôn ngữ. Quyển Language and Communication (Ngôn ngữ và giao tiếp) mà Miller xuất bản năm 1951 được coi là tác phẩm khai sáng trong lĩnh vực này. Cuốn sách về sau của Miller là The Science of Words (Khoa học từ ngữ) năm 1991 cũng tập trung vào tâm lý học ngôn ngữ. Cùng với Noam Chomsky, ông xuất bản các bài báo về hai lĩnh vực mới là các khía cạnh toán học, tính toán của ngôn ngữ và cú pháp học. Miller cũng nghiên cứu sự hiểu biết của con người về câu từ là vấn đề mà công nghệ nhận dạng tiếng nói nhân tạo cũng phải đối mặt. Năm 1960, Miller cùng Eugene Galanter và Karl H. Pribram xuất bản cuốn Plans and the Structure of Behavior (Kế hoạch và cấu trúc hành vi) khám phá cách con người lập kế hoạch và hành động, thử ngoại suy điều này tới việc lập trình robot có thể lên kế hoạch và hành động. Miller cũng nổi tiếng với định luật mang tên mình: "Để hiểu người khác đang nói gì, phải giả định điều đó là chính xác và thử suy tưởng đúng ra sao".

## Tác phẩm
Miller là tác giả của nhiều đầu sách được coi là tác phẩm chính đầu tiên trong lĩnh vực tương ứng.

### Language and Communication, 1951
Language and Communication của Miller là một trong những tác phẩm quan trọng đầu tiên nghiên cứu hành vi ngôn ngữ. Cuốn sách là công trình nghiên cứu khoa học về ngôn ngữ, chú trọng vào dữ liệu định lượng và dựa trên mô hình toán lý thuyết thông tin của Claude Shannon. Công trình áp dụng mô hình xác suất cho sơ đồ học bằng liên tưởng (learning-by-association) lấy từ thuyết hành vi, vì Miller chưa gắn liền với quan điểm nhận thức thuần túy. Phần đầu sách xem xét lý thuyết thông tin, sinh lý học và âm học ngữ âm, nhận dạng và hiểu lời nói, và kỹ thuật thống kê để phân tích ngôn ngữ. Trọng tâm là tạo ra hơn là nhận dạng lời nói. Phần thứ hai là về tâm lý học: khác biệt đặc tính khi sử dụng ngôn ngữ với những người khác nhau; ngôn ngữ học phát triển; cấu trúc liên tưởng từ ngữ ở người; sử dụng biểu tượng trong ngôn ngữ; và các khía cạnh xã hội của sử dụng ngôn ngữ.
Charles E. Osgood khi đánh giá đã phân loại sách này cho trình độ sau đại học dựa trên thực tế khách quan hơn là về cấu trúc lý thuyết. Ông cho rằng một số chủ đề quá dài dòng trong khi một số lại quá vắn tắt không liên quan trực tiếp đến lĩnh vực chuyên môn của tác giả. Ông cũng chỉ trích việc Miller sử dụng phương pháp học bằng điều kiện hoá hành động theo Skinner để giải thích việc tiếp thu và sử dụng ngôn ngữ của con người. Theo Osgood, cách tiếp cận này làm bất khả thi việc phân tích khái niệm ý nghĩa và tư tưởng ngôn ngữ bao gồm các dấu hiệu biểu diễn. Ông thấy rằng tác phẩm có quan điểm khách quan khi nhấn mạnh vào thực tế hơn là lý thuyết, và thể hiện rõ việc áp dụng lý thuyết thông tin vào tâm lý học.

### Plans and the Structure of Behavior, 1960
Trong Plans and the Structure of Behavior, Miller và các đồng tác giả thử giải thích cách động vật lên kế hoạch và hành động thông qua quan điểm tính toán bằng trí tuệ nhân tạo. Đây là sự tách biệt hoàn toàn khỏi thuyết hành vi vốn coi hành vi là tập hợp hoặc chuỗi hành động phản ứng kích thích. Tác phẩm đặt ra vấn đề cho rằng yếu tố lập kế hoạch sẽ kiểm soát hành động. Quan điểm các tác giả là tất cả kế hoạch được thực thi dựa trên đầu vào bằng cách sử dụng thông tin lưu trữ hoặc thừa hưởng từ môi trường (gọi là image - hình ảnh) và sử dụng chiến lược TOTE (test-operate-test-exit - kiểm tra-vận hành-kiểm tra-thoát). Cơ bản hình ảnh ký ức về tất cả bối cảnh quá khứ được lưu trữ lại, giống như bản đồ nhận thức của Tolman. Trong giai đoạn thử nghiệm ban đầu, chiến lược TOTE so sánh đầu vào với hình ảnh; nếu thấy bất hợp lý chức năng vận hành (operate) sẽ cố gắng giảm thiểu nó. Chu kỳ được lặp lại cho đến khi không còn bất hợp lý nữa, chức năng thoát (exit) sẽ được gọi, chuyển quyền kiểm soát cho một đơn vị TOTE khác cùng thuộc sơ đồ sắp xếp phân cấp.
Trong bài đánh giá trên Canadian Journal of Psychology (Tạp chí Tâm lý học Canada), Peter Milner nói rằng chi tiết cụ thể để thực hiện chiến lược TOTE trong tác phẩm quá ngắn. Ông cũng phê bình rằng tác phẩm không liên kết mô hình đưa ra với sinh lý học thần kinh ở cấp độ phân tử. Theo ông, cuốn sách chỉ bao hàm não bộ ở cấp độ chung về nghiên cứu thương tổn, cho thấy những vùng não bộ có thể thực hiện một số chiến lược TOTE, nhưng không cho độc giả thấy cách thức thực hiện ra sao.

### The Psychology of Communication, 1967
Năm 1967, Miller cho ra đời The Psychology of Communication (Tâm lý học truyền thông) tập hợp 7 bài viết đã xuất bản trước đó. Phần đầu "Thông tin và trí nhớ" nói về chunking, trình bày ý tưởng tách biệt độ dài vật lý (số lượng mẩu thông tin đơn lẻ thực tế) với độ dài tâm lý (số lượng ý tưởng mà người tiếp nhận dùng để phân loại và tổng hợp các mẩu thông tin đơn lẻ). Ngược lại cách giải thích thuần túy theo thuyết hành vi, dung lượng trí nhớ ngắn hạn được đo bằng đơn vị độ dài tâm lý vì hơn cả việc gia cường và hình phạt, ý nghĩa của mẩu thông tin mới chính là chủ điểm cho độ dài tâm lý.
Bài luận thứ hai chính là bài viết về số 7 kỳ diệu. Bài thứ ba "The human link in communication systems" (Liên kết con người trong hệ thống truyền thông) sử dụng lý thuyết thông tin và ý tưởng về dung lượng kênh để phân tích băng thông tiếp thu của con người. Bài viết kết luận về giới hạn tri thức hấp thụ được dưới các tác động lên chính chúng ta bằng một nhóm đồ vật (hoặc từ), đối với từng đặc tính của tác nhân kích thích. Bài viết "Psycholinguists" (Nhà ngôn ngữ tâm lý) đã mô tả nỗ lực nói và hiểu một câu liên quan đến khả năng tự tham vấn tới cấu trúc-tương tự-thể hiện-bên trong (similar-structures-present-inside) khi câu được chia ra thành các mệnh đề và cụm từ. Nói chung, tác phẩm mang quan điểm Chomsky coi quy tắc ngữ pháp là có cơ sở sinh học (bác bỏ ý tưởng thuyết hành vi đơn giản rằng hiệu suất ngôn ngữ được cải thiện nhờ việc gia cố) và sử dụng các công cụ thông tin và tính toán đặt giả thuyết về khung lý thuyết hợp lý và phân tích dữ liệu thực tế và hiệu quả. Miller đã dùng đến dữ liệu thực nghiệm cụ thể để đánh đổ khung hành vi ở cấp độ khái niệm trong lĩnh vực ngôn ngữ và nhận thức. Ông lưu ý rằng điều này chỉ xử lý thuyết hành vi ở cấp độ nhận thức, chứ không lật đổ nó trong các lĩnh vực tâm lý học khác.

## Dấu ấn
Năm 1995, Hiệp hội Khoa học Thần kinh Nhận thức thành lập Giải thưởng George A. Miller (George A. Miller Prize) dành cho những đóng góp trong lĩnh vực này. Cùng năm, Hiệp hội Tâm lý học Hoa Kỳ đặt ra Trao thưởng George A. Miller (George A. Miller Award) cho bài báo xuất sắc về tâm lý học đại cương. Từ năm 1987, Khoa tâm lý học Đại học Princeton trao giải thưởng George A. Miller hàng năm cho luận án của sinh viên năm thứ 4 liên ngành xuất sắc nhất về khoa học nhận thức. Bài viết về số 7 kỳ diệu liên tục được báo chí phổ thông trích dẫn để giải thích sự ưu việt của số điện thoại 7 số so với mã bưu điện 9 số. Hay tư liệu học thuật (đặc biệt là tâm lý học hiện đại) trích dẫn lại để nhấn mạnh thành tựu của nó đã phá vỡ mô hình hành vi.
Miller được coi là nhà tâm lý học kiệt xuất thứ 20 của thế kỷ 20 trong danh sách do Hiệp hội Tâm lý học Hoa Kỳ cùng các đơn vị khác tái bản.

## Giải thưởng
- Giải thưởng Đóng góp Khoa học Xuất sắc của Hiệp hội Tâm lý học Hoa Kỳ (American Psychological Association - APA) năm 1963.[3]
- Giải thưởng Dịch vụ xuất sắc của Hiệp hội Nghe Nói Hoa Kỳ (American Speech and Hearing Association) năm 1976.[3]
- Giải thưởng về Khoa học Hành vi của Viện Hàn lâm Khoa học New York năm 1982.[3]
- Giải Guggenheim Fellowship năm 1986.[3]
- Giải William James thành viên Hiệp hội Tâm lý Hoa Kỳ (American Psychological Society) năm 1989.[3]
- Giải thưởng Hermann von Helmholtz của Viện Khoa học Thần kinh Nhận thức (Cognitive Neurosciences Institute) năm 1989.[3]
- Huy chương vàng của Quỹ Tâm lý Hoa Kỳ (American Psychological Foundation) năm 1990.[3]
- Huân chương Khoa học Quốc gia từ Nhà Trắng năm 1991.[3]
- Huân chương Louis E. Levy của Viện Franklin năm 1991.[3]
- Giải thưởng Quốc tế của Quỹ Fyssen năm 1992.[3]
- Giải thưởng Sách William James của Khoa Tâm lý học đại cương APA.[3]
- Giải thưởng John P. McGovern của Hiệp hội vì sự tiến bộ khoa học Hoa Kỳ (American Association for the Advancement of Science) năm 2000.[3]
- Giải thưởng Đóng góp Trọn đời Xuất sắc cho Tâm lý học của APA năm 2003.[3]
- Giải thưởng Antonio Zampolli của Hiệp hội Tài nguyên Ngôn ngữ Châu Âu (European Languages Resources Association) năm 2006.[33]

## Danh sách tác phẩm
- Miller, George A.; Galanter, Eugene; Pribram, Karl H. (1960). Plans and the Structure of Behavior [Kế hoạch và cấu trúc hành vi] (bằng tiếng Anh). New York: Henry Holt & Co.
- — (1963). Language and Communication [Ngôn ngữ và giao tiếp] (bằng tiếng Anh). New York: McGraw Hill. ASIN B000SRSOIK.
- — (1965). Mathematics and Psychology (Perspectives in Psychology) [Toán học và tâm lý học (quan điểm trong tâm lý học)] (bằng tiếng Anh). John Wiley & Sons. ISBN 9780471604082.
- Smith, Frank; Miller, George A. biên tập (1966). The genesis of language; a psycholinguistic approach; proceedings of a conference on language development in children [Khởi nguyên ngôn ngữ, cách tiếp cận ngôn ngữ tâm lý học; kỷ yếu hội thảo về phát triển ngôn ngữ ở trẻ em] (bằng tiếng Anh). The MIT Press.
- Smith, Frank; Miller, George A. (1968). The Genesis of Language: A Psycholinguistic Approach [Khởi nguyên ngôn ngữ: Hướng tiếp cận ngôn ngữ tâm lý học] (bằng tiếng Anh). Cambridge: The MIT Press. ISBN 978-0262690225.
- Miller, George A. biên tập (1973). Communication, Language and Meaning (Perspectives in Psychology) [Giao tiếp, ngôn ngữ và ý nghĩa (theo quan điểm tâm lý học)] (bằng tiếng Anh). New York: Basic Books. ISBN 9780465128334.
- — (1974). Linguistic Communication: Perspectives for Research [Giao tiếp ngôn ngữ học: Quan điểm nghiên cứu] (bằng tiếng Anh). International Reading Association. ISBN 978-0872079298.
- — (1975). The Psychology of Communication [Tâm lý học truyền thông] (bằng tiếng Anh). Harper Androw-1975. ISBN 978-0465097074.
- Miller, George A.; Johnson-Laird, Philip N. (1976). Language and Perception [Ngôn ngữ và nhận thức] (bằng tiếng Anh). Harvard University Press. ISBN 978-0674509474.
- Halle, Morris; Bresnan, Joan; Miller, George A. biên tập (1978). Linguistic theory and psychological reality [Lý thuyết ngôn ngữ học và thực tế tâm lý] (bằng tiếng Anh). The MIT Press. ISBN 978-0262080958.
- Miller, George A.; Lenneberg, Elizabeth biên tập (1978). Psychology and biology of language and thought: essays in honor of Eric Lenneberg [Tâm lý học và sinh học ngôn ngữ tư tưởng: tiểu luận vinh danh Eric Lenneberg] (bằng tiếng Anh). Academic Press. ISBN 978-0124977501.
- Grusky, Oscar; Miller, George A. biên tập (1981). Sociology of Organizations [Xã hội học các tổ chức] (bằng tiếng Anh) (ấn bản thứ 2). Free Press. ISBN 9780029129302.
- Block, Ned Joel; Katz, Jerrold J.; Miller, George A. biên tập (1981). Readings in Philosophy of Psychology [Bài đọc Triết học tâm lý học] (bằng tiếng Anh). II. Harvard University Press. ISBN 9780674748781.
- Miller, George A.; Galanter, Eugene; Pribram, Karl H. (1986). Plans and the Structure of Behavior [Kế hoạch và cấu trúc hành vi] (bằng tiếng Anh). Adams Bannister Cox Pubs. ISBN 978-0937431009.
- — (1987). Spontaneous Apprentices: Children and Language (Tree of Life) [Học tự phát: Trẻ em và ngôn ngữ (Cây sự sống)] (bằng tiếng Anh). Seabury Press. ISBN 978-0816493302.
- — (1987). Language and Speech [Ngôn ngữ và lời nói] (bằng tiếng Anh). San Francisco: W H Freeman & Co. ISBN 978-0716712978.
- — (1991). Psychology: The Science of Mental Life [Khoa học đời sống tâm thần] (bằng tiếng Anh). Penguin Books Ltd. ISBN 9780140134896.
- — (1991). The Science of Words [Khoa học từ ngữ] (bằng tiếng Anh). W H Freeman & Co. ISBN 978-0716750277.

### Đóng góp trong tác phẩm khác
- Miller, George A.; Galanter, Eugene (1960), “Some comments on Stochastic models and psychological theories”,  trong Arrow, Kenneth J. (biên tập), Mathematical models in the social sciences, 1959: Proceedings of the first Stanford symposium [Mô hình toán trong khoa học xã hội, 1959: Kỷ yếu hội nghị chuyên đề Stanford lần thứ nhất], Stanford mathematical studies in the social sciences, IV (bằng tiếng Anh), Stanford, California: Stanford University Press, tr. 277–297, ISBN 9780804700214.
- Chomsky, Noam; Miller, Gerge A. (1963), “Introduction to the Formal Analysis of Natural Languages” [Nhập môn phân tích hình thức ngôn ngữ tự nhiên],  trong Bush, R.R.; Galanter, E.; Luce, R.D. (biên tập), Handbook of Mathematical Psychology [Sổ tay tâm lý học toán] (bằng tiếng Anh), 2, Wiley